# Settala
Settala é uma comuna italiana da região da Lombardia, província de Milão, com cerca de 5.790 habitantes. Estende-se por uma área de 17 km², tendo uma densidade populacional de 341 hab/km². Faz fronteira com Vignate, Rodano, Liscate, Comazzo (LO), Merlino (LO), Pantigliate, Paullo, Mediglia.

## Demografia
| Variação demográfica do município entre 1861 e 2011                               |
|                                                                                   |
| Fonte: Istituto Nazionale di Statistica (ISTAT) - Elaboração gráfica da Wikipedia |